# Heksafluororutenian ksenonu
Heksafluororutenian ksenonu, XeRuF
6 – nieorganiczny związek chemiczny ksenonu i rutenu z fluorem.

## Otrzymywanie
Jest to jeden z pierwszych otrzymanych związków chemicznych ksenonu. W oparciu o syntezę heksafluoroplatynianu ksenonu Bartlett przeprowadził również reakcję z fluorkiem rutenu(VI) otrzymując przypuszczalnie związek o składzie XeRuF
6.
Xe + RuF
6 → XeRuF
6
Jest to jeden z nielicznych przypadków, w których ksenon ulega bezpośredniemu utlenieniu za pomocą heksafluorku metalu. W podobnej reakcji udało się otrzymać także XeRhF
6. Inna metoda syntezy, polegająca na przeprowadzeniu reakcji difluorku ksenonu z fluorkiem rutenu(V) w roztworze pentafluorku bromu prowadzi do [XeF]+
[RuF
6]−
.